# Veľká Franková
Veľká Franková (polsky Frankowa) je obec na Slovensku v okrese Kežmarok v Prešovském kraji. V roce 2020 v ní žilo 327 obyvatel.

## Poloha
Obec se nachází v Zamaguří při hranici s Polskem, na úbočí vrchů pohoří Spišská Magura a v údolí Frankovského potoka, který se u hranice vlévá do Dunajce. Centrum obce se nachází v nadmořské výšce kolem 659 metrů. Okolní obce jsou Malá Franková, Osturňa a Spišské Hanušovce.

## Historie
První písemná zmínka o obci je z roku 1296, kdy se nazývala "Frankfálva a patřila k majetku uherského šlechtice Franka Berzeviczyho z Velké Lomnice. Také roku 1314 patřila témuž Frankovi. Roku 1396 se vesnice dostala mezi statky kláštera kartuziánů z Kláštoriska, kteří zde založili kostel. V 1. polovině 16. století ji spravoval obnovený kartuziánský klášter v Červeném Kameni..  K roku 1787 vesnice čítala 69 domů se 469 obyvateli a v roce 1828 565 obyvatel v 77 domech. Roku 1918 byla obec administrativně připojena k Československu. Mezi léty 1979–1990 byla velká Franková spojena s Malou Frankovou. Patronem kostela i obce je od středověku svatý Mikuláš z Myry, který byl převzat také do znaku obce.

## Hospodářství
Je tradičně orientováno na rostlinnou a živočišnou výrobu (chov ovcí), těžbu a zpracování dřeva. V obci je zemědělské družstvo, které své výrobky také prodává přímo, například brynzu, sýr a jiné výrobky salašnického sortimentu. Další příjmy plynou ze služeb turistického ruchu.

## Památky

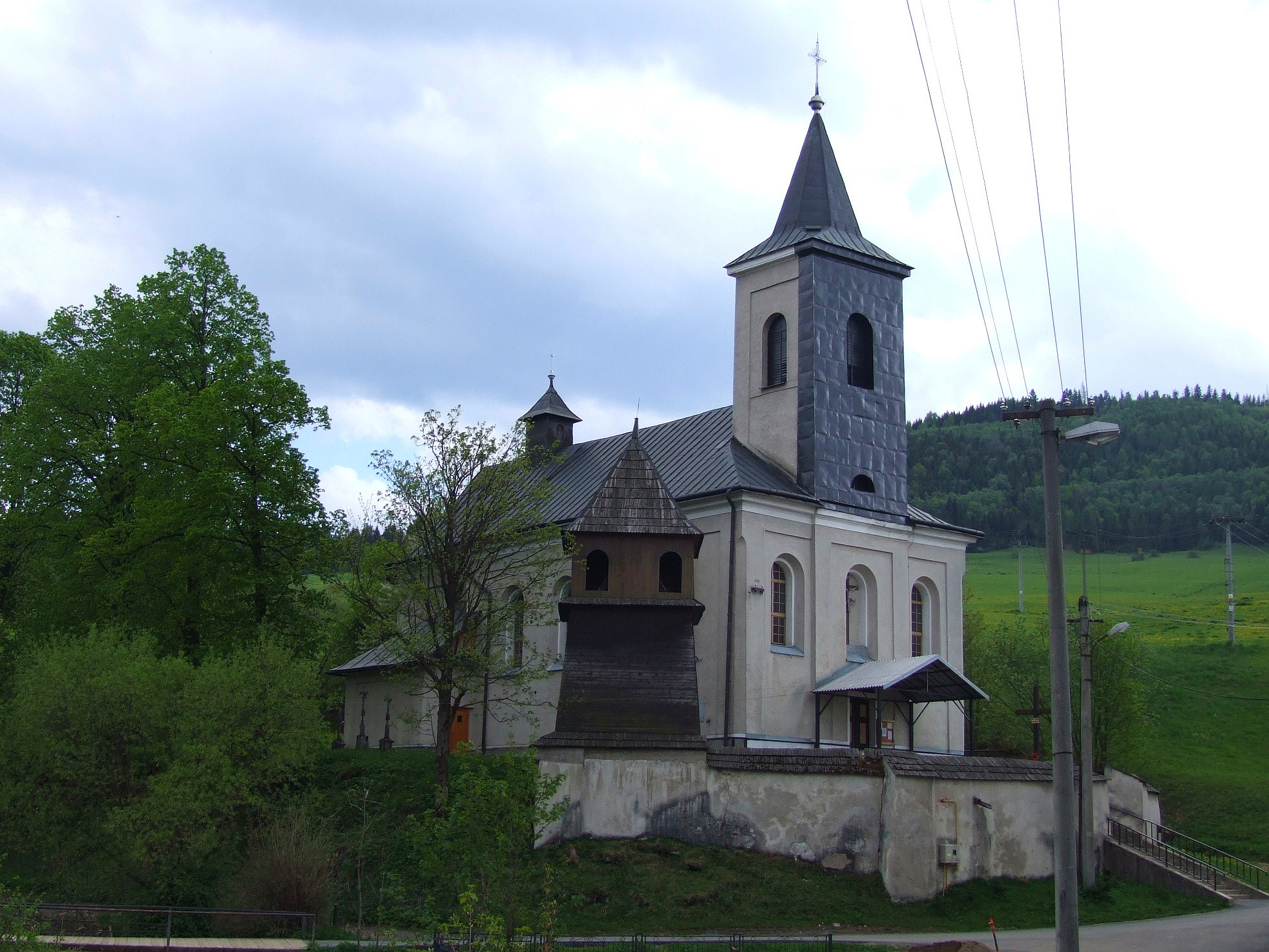
Kostel sv. Mikuláše se zvonicí a hřbitovem

- Barokní kostel sv. Mikuláše - jednolodní sálová stavba má středověké základy (pravoúhlý presbytář), na nich byla přestavěna v 16. století a v polovině 18. století; má tři barokní oltáře, olejomalba sv. Mikuláše na hlavním oltáři je rovněž barokní, ostatní vybavení interiéru a bohatá fresková výmalba pocházejí převážně z 19. století.[3] U kostela stojí dřevěná zvonice. Celková obnova kostela byla dokončena v roce 2016.
- Hřbitov s ohradní zdí u kostela - nejstarší dochované náhrobky a železné kříže pocházejí z 1. poloviny 19. století
- Roubené domky na kamenné podezdívce - lidové stavby z 19. století

## Turistika
- Vesnicí prochází červená turistická značka, která spojuje turistické hraniční přechod Malou Frankovou a polskou vesnici Kacwin. Červená vede z hranic přes Malou Frankovou na hřeben Spišské Magury (vrchol Magurka (1 193 m n. m.)) a pokračuje do podtatranské obce Ždiar.
- Na začátku Malé Frankové se z červené značky odpojuje žlutá značka na vrcholu Furmanec (1 038 m n. m.). Na hřebeni Spišské Magury (rozcestí Malá Poľana) stezka sestupuje do místní části Ždiaru – Bachledovej doliny, kde je velký lyžařský areál propojený lanovkou se střediskem v obci Jezersko.
- Z obce vede asfaltová cyklostezka přes hraniční přechod do sousední polské obci Kacwin; na cyklostece je možno vidět dva pěkné malé vodopády na řece Ostrunianka (jeden na Slovensku, druhý na polské straně). Tato trasa se v posledních letech stala velmi vyhledávanou turisty a cyklisty ze Slovenska a z Polska. K přitažlivosti přispívá i nová přístupová asfaltové cesta z centra do sousední obce Malá Franková, která vede až ke spodní stanici lyžařských sjezdovek Furmanec I a Furmanec II., které rozšířily zdejší lyžařské středisko "Ski Bachledova". Je přístupné ze tří obcí a bývá označováno za celoslovenský unikát.
- Okolí obce má vhodné podmínky pro běžecké lyžování a upravené tratě jsou převážně na hřebeni Spišské Magury, v blízkosti horní stanice vleků z Bachledovej údolí, Jezerska a Frankové. V posledních letech byly trasy propojeny s dalšími polskými obcemi.

## Rodáci
- Andrej Sulitka (* 1945) - československý etnolog